# Eublemma basalis
Eublemma basalis is een vlinder van de familie van de spinneruilen (Erebidae). De wetenschappelijke naam van deze soort is voor het eerst voorgesteld als  Thalpochares basalis door Heinrich Benno Möschler in een publicatie uit 1890.
De soort komt voor in Puerto Rico.